# 山内直丸
山内 直丸（やまのうち なおまる、慶応2年7月15日（1866年8月24日） - 昭和31年（1956年）6月4日）は、福音ルーテル教会牧師。前名は鈴木直丸。

## 来歴

### 生い立ち
慶応2年7月15日（1866年8月24日）紀伊藩士・鈴木氏の息子として生まれる。鈴木氏の先祖は鉄砲術を善くし、島原の乱で切支丹と交戦して戦死したという。明治5年（1872年）、7歳にして父を亡くし、母の手によって育てられたが、直丸が旧制中学校に通っていた頃、家財が傾いて遂に破産した。
明治15年（1882年）17歳の時、小学校の教師として奉職していた頃、ギリシア正教会に触れ、のち一致教会（現 日本基督和歌山教会）に転向する。明治18年（1885年）ヘール宣教師の手によって洗礼を受ける。

### 受洗以降
明治22年（1889年）、福音の伝道に献身することを決意する。明治24年（1891年）明治学院神学部に入学し、学を修めて明治28年（1895年）に同校を卒業する。その年、山内量平の招聘によって、日本ルーテル教会の最初の教会となる佐賀十字教会（現日本福音ルーテル佐賀教会）に赴任し、教会で献身的に活動をする内、山内量平に信頼されるところとなり、翌明治29年（1896年）9月、ジェームス・シェーラーの司式により、山内量平の実姪で後に養女となっていた山内あやと結婚する。この時、山内量平の婿養子となり氏を山内に改め、以後は名実ともに山内量平の後継者として活動することとなった。

### 開拓伝道時代
明治31年（1898年）、熊本に移って開拓伝道を行ない、熊本ルーテル教会や路帖神学校・九州学院の設立に貢献した。明治32年（1899年）、義父・量平とともに按手礼を受けて、日本福音ルーテル教会の最初の牧師になる。明治38年（1905年）、熊本ルーテル教会の教会堂を新築する。
その後、福岡県の小倉へ赴任し、のち東京ルーテル教会設立のために上京した。東京では、「聴声学舎」を創設して学生教育に努力を傾けた。
大正8年（1919年）12月21日、教会全体を指導する立場である、教会年会議長に任ぜられた。大正10年（1921年）東京ルーテル教会を辞す。

### 晩年
昭和20年（1945年）、米軍の空爆によって被災し東京を離れ、金沢で終戦を迎える。その後、東京に戻り、A.J.アワルトらと日曜学校を補佐して余生を過ごした。
昭和31年（1956年）6月4日昇天。享年91歳。墓所は多磨霊園。

## 家族
実家の本姓は穂積。のち鈴木氏を称した。直丸の代になって山内姓を継ぐ。
- 先祖：鈴木氏 -（島原の乱に従軍し、切支丹と交戦して戦死）
  - 実父：鈴木氏 -（元紀伊藩士）
  - 養父：山内量平
  - 養母：山内幹枝
    - 本人：山内直丸（もと鈴木姓）
    - 妻：山内あや -（山内量平の姪、後に養女）

## 補註
1. ↑  『日本福音ルーテル教会 教職・按手礼認定名簿(2012)』による